# Молочай солодкий
Молоча́й солодкий (Euphorbia dulcis) — вид трав'янистих рослин з родини молочайні (Euphorbiaceae), поширений у Європі від Португалії до України.

## Опис
Багаторічна трава з повзучим кореневищем. Стебла ± поодинокі, висхідні, 20–50 см заввишки, мало-листяні, нещільно волосисті. Листки 25–60 × 10–14 мм, зелені на лицьовій стороні, синювато-зелені на звороті. Цвіте в травні — червні. коробочка 2.7–3.1(3.4) × 2.8–3.3(3.5) мм, куляста, гола або з довгими волосками. Загальне суцвіття мало розгалужене. Нектарники спочатку жовто-зелені, пізніше темно-пурпурні. Насіння від кулястого до еліпсоїдного, 2.5–3 × 2.2–2.5 мм; поверхня гладка, блискуча, темно-коричнева. 2n=12, 18, 24, 28.

## Поширення
Поширений у Європі від Португалії до України; інтродукований до Великої Британії.